# Daan Klinkenberg
Daan Klinkenberg (Beinsdorp, 12 januari 1996) is een Nederlands voetballer die bij voorkeur als verdediger speelt. 

## Clubcarrière

### FC Volendam
Klinkenberg speelde voor AZ en HFC Haarlem alvorens hij in de jeugdopleiding van FC Volendam terechtkwam. In het seizoen 2014/15 kwam hij in de A1 terecht en speelde hij een handvol wedstrijden in het beloftenelftal. Op 16 april 2015 tekende Klinkenberg zijn eerste professionele verbintenis tot medio 2017 met een optie voor een derde jaar.
In het seizoen 2015/16 stroomde hij door naar het eerste elftal. Op 29 januari 2016 maakte de verdediger zijn debuut in het betaalde voetbal. Op die dag speelde FC Volendam een competitiewedstrijd tegen VVV-Venlo. Klinkenberg kwam na rust het veld in als vervanger van Randy Ababio. Waar hij in zijn eerste seizoen nog tot 17 optredens kwam, speelde hij in het seizoen 2016/17 voornamelijk in het tweede elftal. Aan het einde van het seizoen 2016/17 werd de optie in zijn contract gelicht. Hij kwam in het seizoen 2017/18 tot 25 competitieoptredens. Het daaropvolgende seizoen verdween hij echter (weer) uit de basis. Op 12 januari 2019 werd zijn contract op eigen verzoek ontbonden, omdat hij geen zicht meer zag op speeltijd in het eerste elftal.

### FC Inter Turku
De geboren Beinsdorper trok vervolgens naar Finland en tekende een contract voor één seizoen bij FC Inter Turku, met een optie voor een extra jaar. Hij was na Jos Hooiveld, Pim Bouwman en Guillano Grot de vierde Nederlander in de clubgeschiedenis van Inter Turku. Bij de club maakte hij zijn debuut in de (voorronde) Europa League, in een tweeluik tegen Brøndby IF. Op de laatste speelronde moest Klinkenberg met Inter Turku thuis aantreden tegen koploper KuPS, dat twee punten meer had. Een overwinning zou voldoende zijn om de landstitel binnen te slepen, maar Inter Turku verloor met 2-0. Hierdoor werd het seizoen afgesloten op de tweede plaats. Klinkenberg kwam 23 van de 27 competitieduels in actie. Aan het einde van het seizoen sloeg hij een aanbieding om zijn aflopende contract te verlengen af, omdat hij naar eigen zeggen sportief een stap omhoog wilde maken.

### Aalesunds FK
In januari 2020 maakte hij transfervrij de overstap naar Aalesunds FK uit Noorwegen, dat het voorgaande seizoen was gepromoveerd naar de Eliteserien. Met Klinkenberg als vaste waarde eindigde Aalesunds FK het seizoen 2020 als hekkensluiter.

### Mjällby AIF
In februari 2021 sloot Klinkenberg aan bij het Zweedse Mjällby AIF dat uitkomt in de Allsvenskan. In augustus 2021 werd zijn contract in onderling overleg ontbonden. In een interview met ELF Voetbal, in november 2022, gaf Klinkenberg een toelichting over zijn relatief korte verblijf in Zweden. Naar eigen zeggen was er in de buurt veel last van crimineel geweld en voelde hij zich niet veilig. Hij wilde zijn contract lang ontbinden, maar de club weigerde dat in eerste instantie. In augustus 2021 mocht hij dan toch vertrekken.

### Terugkeer in Finland
Klinkenberg keerde begin 2022 terug naar de Finse Veikkausliiga, waar hij ging spelen bij HIFK Helsinki. Het volgende seizoen tekende hij bij competititiegenoot KTP Kotka.

### FC Lisse
Klinkenberg ging in september 2023 aan de slag bij FC Lisse, uitkomend in de Tweede divisie. Klinkenberg was geen onbekende op Sportpark Ter Specke. Hij trainde in december 2021 al een tijdje mee bij FC Lisse en was bevriend met Richard de Groot, destijds eerste doelman van FC Lisse. Bij FC Lisse werd Klinkenberg herenigd met Darryl Bäly en Enzo Stroo, waarmee hij eerder samenspeelde in zijn tijd bij FC Volendam. In zijn eerste seizoen degradeerde Klinkenberg met FC Lisse uit de Tweede divisie.

### SV DIOS
In januari 2025 keerde Klinkenberg terug bij SV DIOS, de club waar hij begon met voetballen. De club, spelend in de vierde klasse meldde dat hij een dubbelrol kreeg van speler/trainer. Klinkenberg was de eerste seizoenshelft van het seizoen 2024/25 nog speler van FC Lisse, maar stopte op Sportpark Ter Specke omdat hij bijna vader werd en zijn eerste trainersdiploma wilde gaan halen, iets wat niet te combineren was met sport op topamateurniveau.

### Clubstatistieken
| Seizoen                        | Club            | Land            | Competitie      | Competitie | Competitie | Beker | Beker | Play-offs | Play-offs | Internationaal | Internationaal | Totaal | Totaal |
| Seizoen                        | Club            | Land            | Competitie      | Wed.       | Dlp.       | Wed.  | Dlp.  | Wed.      | Dlp.      | Wed.           | Dlp.           | Wed.   | Dlp.   |
| ------------------------------ | --------------- | --------------- | --------------- | ---------- | ---------- | ----- | ----- | --------- | --------- | -------------- | -------------- | ------ | ------ |
| 2015/16                        | FC Volendam     | Nederland       | Eerste divisie  | 15         | 0          | 0     | 0     | 2         | 0         | –              | –              | 17     | 0      |
| 2016/17                        | FC Volendam     | Nederland       | Eerste divisie  | 2          | 0          | 0     | 0     | 0         | 0         | –              | –              | 2      | 0      |
| 2017/18                        | FC Volendam     | Nederland       | Eerste divisie  | 25         | 0          | 1     | 0     | 0         | 0         | –              | –              | 26     | 0      |
| 2018/19                        | FC Volendam     | Nederland       | Eerste divisie  | 1          | 0          | 0     | 0     | 0         | 0         | –              | –              | 1      | 0      |
| 2019                           | FC Inter Turku  | Finland         | Veikkausliiga   | 23         | 1          | 7     | 0     | 0         | 0         | 2              | 0              | 32     | 1      |
| 2020                           | Aalesunds FK    | Noorwegen       | Eliteserien     | 27         | 0          | 0     | 0     | 0         | 0         | 0              | 0              | 27     | 0      |
| 2021                           | Mjällby AIF     | Zweden          | Allsvenskan     | 7          | 0          | 3     | 0     | 0         | 0         | 0              | 0              | 10     | 0      |
| 2022                           | HIFK Helsinki   | Finland         | Veikkausliiga   | 19         | 0          | 9     | 2     | 0         | 0         | 0              | 0              | 28     | 2      |
| 2023                           | KTP Kotka       | Finland         | Veikkausliiga   | 20         | 0          | 6     | 0     | 0         | 0         | 0              | 0              | 26     | 0      |
| 2023/24                        | FC Lisse        | Nederland       | Tweede divisie  | 28         | 1          | 2     | 0     | 0         | 0         | –              | –              | 30     | 1      |
| 2024/25                        | FC Lisse        | Nederland       | Derde divisie   | 15         | 3          | 3     | 0     | 0         | 0         | –              | –              | 18     | 3      |
| Carrière totaal                | Carrière totaal | Carrière totaal | Carrière totaal | 182        | 5          | 31    | 2     | 2         | 0         | 2              | 0              | 217    | 7      |
| Bijgewerkt tot 10 januari 2025 |                 |                 |                 |            |            |       |       |           |           |                |                |        |        |